# Anthocharis lanceolata
Anthocharis lanceolata är en fjärilsart som beskrevs av Lucas 1852. Anthocharis lanceolata ingår i släktet Anthocharis och familjen vitfjärilar. Inga underarter finns listade i Catalogue of Life.

## Bildgalleri

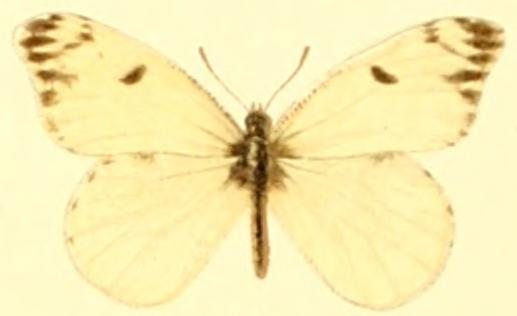
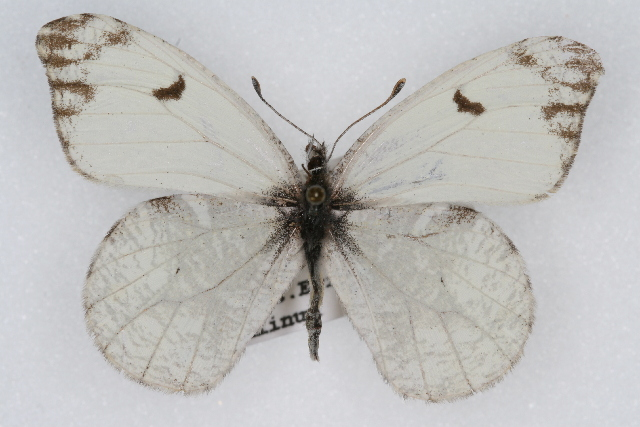